# Walter Rilla
Walter Wilhelm Karl Ernst Rilla (Neunkirchen, 22 de agosto de 1894-Rosenheim, 21 de noviembre de 1980) fue un actor alemán. Actuó en más de 130 películas entre 1922 y 1977.

## Filmografía
- 1922: Hanneles Himmelfahrt
- 1923: Alles für Geld
- 1924: Die Finanzen des Großherzogs
- 1924: Der Mönch von Santarem
- 1924: Die Puppe vom Lunapark
- 1925: Die Prinzessin und der Geiger
- 1925: Liebesfeuer
- 1926: Die Königin des Weltbades
- 1926: Der Geiger von Florenz
- 1926: Dürfen wir schweigen?
- 1927: Die Bräutigame der Babette
- 1927: Doña Juana
- 1927: Die weiße Spinne
- 1927: Die geheime Macht
- 1927: Orientexpreß
- 1928: Prinzessin Olala
- 1928: Revolutionshochzeit
- 1929: Die fidele Herrenpartie
- 1929: Ehe in Not
- 1929: Die Sünde einer schönen Frau
- 1930: Komm zu mir zum Rendezvous
- 1930: Namensheirat
- 1930: Zweierlei Moral
- 1931: Schachmatt
- 1931: Schatten der Manege
- 1931: Leichtsinnige Jugend
- 1931: 24 Stunden aus dem Leben einer Frau
- 1933: Hände aus dem Dunkel
- 1933: Ein gewisser Herr Gran
- 1933: Abenteuer am Lido
- 1933: Der Jäger aus Kurpfalz
- 1934: Der Springer von Pontresina
- 1934: Die scharlachrote Blume (The Scarlet Pimpernel)
- 1935: Der rote Sultan (Abdul the Damned)
- 1935: Lady Windermeres Fächer
- 1936: Liebeserwachen
- 1936: Ein Lied klagt an
- 1937: Königin Viktoria (Victoria the Great)
- 1938: Mollenard
- 1938: Sixty Glorious Years
- 1939: Hell's Cargo
- 1943: The Adventures of Tartu
- 1943: Candlelight in Argelia
- 1944: Mr. Emmanuel
- 1946: The Lisbon Story
- 1949: Der goldene Salamander (Golden Salamander)
- 1950: Staatsgeheimnis (State Secret)
- 1950: Dämon Uran (My Daughter Joy)
- 1950: Senza bandiere
- 1950: Graf Orloffs gefährliche Liebe (Shadow of the Eagle)
- 1951: The Westminster Passion Play - Behold the Man (Regie, Drehbuch)
- 1952: Venetian Bird
- 1953: Sekunden der Verzweiflung (Desperate Moment)
- 1954: Estrella de la India (Star of India)
- 1957: Las confesiones del estafador Felix Krull
- 1958: Scampolo
- 1958: … und nichts als die Wahrheit
- 1959: Die Wahrheit über Rosemarie
- 1960: Der liebe Augustin
- 1960: Song Without End
- 1961: Geheime Wege (The Secret Ways)
- 1961: Der Fälscher von London
- 1961: Riviera-Story
- 1961: Unser Haus in Kamerun
- 1962: The Wonderful World of the Brothers Grimm
- 1962: Das Testament des Dr. Mabuse
- 1962: Kairo – null Uhr (Cairo)
- 1963: Todestrommeln am großen Fluß (Sanders of the River)
- 1963: Die zwölf Geschworenen (Fernsehfilm)
- 1963: Scotland Yard jagt Dr. Mabuse
- 1964: Zimmer 13
- 1964: Kennwort: Reiher
- 1964: Das siebente Opfer
- 1964: Die Verdammten der Blauen Berge (Code 7, Victim 5)
- 1964: Die Todesstrahlen des Dr. Mabuse
- 1964: Der Fall X 701
- 1965: Ich, Dr. Fu Man Chu (The Face of Fu Manchu)
- 1965: 4 Schlüssel
- 1965: Klaus Fuchs - Geschichte eines Atomverrats (TV)
- 1966: General Fiaskone (Martin Soldat)
- 1966: Grieche sucht Griechin
- 1966: Die Rechnung – eiskalt serviert
- 1967: Der Befehl
- 1967: Der Tod ritt dienstags
- 1967: Asche und Glut
- 1969: Detektive
- 1969: Die sieben Männer der Sumuru
- 1969: Der Kommissar (Fernsehserie, Folge: Keiner hörte den Schuß)
- 1969: Pepe, der Paukerschreck
- 1971: Der Teufel kam aus Akasava
- 1971: Malpertuis
- 1975: Eurogang (Fernsehserie, Folge: Ein Wagen voll Madonnen)
- 1976: Die Tannerhütte
- 1976: Unordnung und frühes Leid